# George R. Merrell

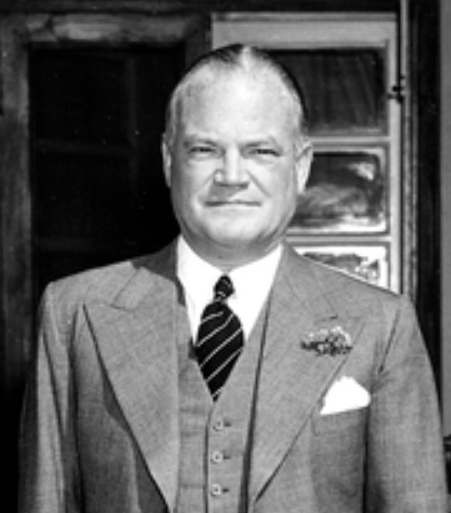
George R. Merrell (1946)

George Robert Merrell, Jr. (* 13. Juli 1898 in St. Louis, Missouri; † 16. Dezember 1962 in London) war ein US-amerikanischer Diplomat, der unter anderem zwischen 1946 und 1947 kommissarischer Geschäftsträger der Botschaft in Indien, zwischen 1947 und 1949 Botschaft in Äthiopien sowie zwischen 1951 und 1952 Botschafter der Vereinigten Staaten in Afghanistan war.

## Leben
George Robert Merrell, Jr., zweites von vier Kindern des Großhändlers George Robert Merrell und dessen Ehefrau Alice Bentley „Lottie“ Atkins Merrell, begann nach dem Schulbesuch ein Studium an der Cornell University, das er 1919 mit einem Bachelor of Arts (B.A.) abschloss. Zwischenzeitlich leistete er nach dem Kriegseintritt der Vereinigten Staaten in den Ersten Weltkrieg am 6. April 1917 Militärdienst in der US Army. Nach Kriegsende trat er in den diplomatischen Dienst und fungierte zwischen März 1924 und Oktober 1926 als kommissarischer Geschäftsträger (Chargé d’Affaires ad Interim) der Gesandtschaft in Haiti. Nach anderen Verwendungen war er 1938 Konsul in Harbin.
Nach Aufnahme diplomatischer Beziehungen wurde Merrell am 1. November 1946 kommissarischer Geschäftsträger (Chargé d’Affaires ad Interim) der Botschaft in Indien und verblieb dort bis zu seiner Ablösung durch Henry F. Grady am 1. Juli 1947. Er selbst wurde am 15. Mai 1947 zum Außerordentlichen und Bevollmächtigten Gesandten in Äthiopien ernannt und übergab dort am 1. Januar 1948 als Nachfolger von Felix Cole sein Akkreditierungsschreiben. Er wurde dort am 21. Mai 1949 zum Botschafter ernannt und übergab sein dementsprechendes Beglaubigungsschreiben am 28. Juni 1949. Er verblieb auf diesem Posten bis zum 17. März 1951 und wurde danach von J. Rives Childs abgelöst.
Zuletzt wurde George R. Merrell am 19. April 1951 zum Botschafter der Vereinigten Staaten in Afghanistan ernannt, wo er am 28. Juni 1951 als Nachfolger von Louis G. Dreyfus seine Akkreditierung überreichte. Er hatte diese Funktion bis zum 3. Mai 1952 inne und wurde dann von Angus I. Ward abgelöst.